# Melodie Johnson Howe
Pour les articles homonymes, voir Howe.
Melodie Johnson Howe, née le 23 octobre 1943 à Los Angeles,  est une ancienne actrice américaine, devenue auteur de roman policier.

## Biographie
Elle s’intéresse à l’écriture dès son plus jeune âge et rédige des courtes pièces de théâtre restées inédites. Elle fait des études à l'Université de Californie à Los Angeles en création littéraire. Pourtant, à partir de 1965, elle se lance dans une carrière d’actrice à Hollywood.  Elle apparaît au générique d'épisodes de plusieurs séries télévisées, dont Le Virginien, Opération vol, Ma sorcière bien-aimée et Mannix. Elle décroche également de petits rôles au cinéma, notamment dans Un shérif à New York (1968) de Don Siegel, aux côtés de Clint Eastwood, et dans La Guerre des bootleggers (1970) de Richard Quine, avec Patrick McGoohan et Richard Widmark.  Elle met fin à sa carrière de comédienne au début des années 1980.
Sous son nom de femme mariée, Melodie Johnson Howe, elle publie à quelques années d'intervalle The Mother Shadow (1989) et Beauty Dies (1994), deux romans policiers mettant en scène Claire Conrad et Maggie Hill, deux limiers féminins qui entretiennent des relations professionnelles semblables à celles qui prévalent entre Nero Wolfe et Archie Goodwin, les héros de Rex Stout.
En 2011, elle fait paraître Shooting Hollywood (2011), un recueil de nouvelles qui racontent les aventures de Diana Poole, ancienne actrice dans la quarantaine qui cherche à reprendre sa carrière et qui se voit toujours contrainte d’élucider des affaires criminelles qui ne cessent de la détourner de son art.  En 2013 paraît City of Mirrors, le premier roman consacrée à cette nouvelle héroïne.

## Œuvre

### Romans policiers

#### SérieClaire Conrad et Maggie Hill
- The Mother Shadow (1989) Publié en français sous le titre La Monnaie de sa pièce, Paris, Librairie des Champs-Élysées, Le Masque no 2095, 1992
- Beauty Dies (1994) Publié en français sous le titre La belle est bien morte, Paris, Librairie des Champs-Élysées, Le Masque no 2260, 1996

#### SérieDiana Poole
- City of Mirrors (2013)
  - Miroirs et Faux-semblantsn Calmann-Levy (2018)  (ISBN 2702161448)

### Recueils de nouvelles

#### SérieDiana Poole
- Shooting Hollywood (2011)

## Filmographie

### Au cinéma
. 1967: The Ride to Hangman's Tree
- 1968 : Un shérif à New York de Don Siegel, avec Clint Eastwood
- 1969 : Gaily, Gaily de Norman Jewison, avec Beau Bridges et Melina Mercouri
- 1970 : La Guerre des Bootleggers (The Moonshine War) de Richard Quine, avec Patrick McGoohan et Richard Widmark
- 1970 : Rabbit, Run de Jack Smight, avec James Caan

### À la télévision
- 1965 : Le Virginien - The Claim, saison 4, épisode 4
- 1965 : Bob Hope Presents the Chrysler Theatre (en) - Kicks, saison 3, épisode 4
- 1965 : Match contre la vie - The Time of the Sharks, saison 1, épisode 12
- 1966 : Laredo - Any Way the Wind Blows, saison 2, épisode 7
- 1966 : Fame Is the Name of the Game, téléfilm de Stuart Rosenberg
- 1966 : The Rounders (TV series) (en) - Efficiency is for Experts, saison 1, épisode 16
- 1967 : The Road West (en) - Charade of Justice, saison 1, épisode 25
- 1967 : Ready and Willing, téléfilm de Dick Wesson
- 1968 : The Outsider - What Flowers Daisies Are, saison 2, épisode 7
- 1969 : Opération vol - Le Vieux (Rock-Bye, Bye, Baby), saison 2, épisode 22
- 1969 : Love, American Style - Love and the High School Flop-Out, saison 1, épisode 13
- 1970 : Ma sorcière bien-aimée - L'Âge ingrat (The Generation Zap), saison 6, épisode 24
- 1971 : Bearcats! (en) - Powderkeg, saison 1, épisode 1
- 1971 : Love, American Style - Love and the Lovesick Sailor, saison 3, épisode 7
- 1972 : Mannix - Dans le bois (Babe in the Woods), saison 5, épisode 16
- 1972 : Love, American Style - Love and the Guru, saison 3, épisode 17
- 1972 : Bedtime Story, téléfilm de Hy Averback et Michael J. Kane
- 1973 : I Love a Mystery, téléfilm de Leslie Stevens
- 1976 : Delvecchio (TV series) (en) - Red is the Color of My True Love's Hair, saison 1, épisode 11
- 1977 : Enigma, téléfilm
- 1978 : Project U.F.O. (en) - Sighting 4016: The Pipeline Incident, saison 2, épisode 2
- 1978 : Lou Grant - Singles, saison 2, épisode 9